# Меј Малер
Холи Меј Малер (Лондон, 26. август 1997) је енглеска певачица и ауторка музике. Први пут је добила мејнстрим признање након што је 2021. објавила сингл Better Days, који је остварен у сарадњи са шведским музичким колективом Neiked и америчким репером Поло Џи, који је достигао позицију на топ-листама најбољих 40 у Уједињеном Краљевству и у Сједињеним Државама. Представљала је Уједињено Краљевство на Песми Евровизије 2023. на домаћем терену у Ливерпулу, са песмом I Wrote a Song, која је постала прва британска евровизијска песма која је дебитовала на UK Singles Chart топ 40 после више од деценије.

## Рани живот
Малер је одрасла у јеврејској породици у Кентиш Тауну у Лондону од родитеља Мета Малера и Николе Џексон, који су се разишли када је она имала шест година. Она има старијег рођеног брата Сема и три млађе полубраће из каснијих веза њених родитеља. Њен деда Роберт Малер је преживео Холокауст који је са 12 година побегао у Британију из Немачке и преселио се у Велс. Она је такође аустријског порекла.
Малер је први пут почела да пише сопствену музику са осам година и похађала је Колеџ ликовних уметности у Белсајз парку, у северном Лондону. Године 2007, као дете, појавила се у музичком споту за Grace Kelly певача Мике.
Док је радила у American Apparel-у и у пабу у Кентиш Тауну, Малер је почела јавно да наступа. Малер је питала пријатеља који је знао да користи Logic Pro да јој направи неколико демо снимака у замену за флашу вина. Она их је поставила на СoundCloud 2017. године, а након што је на Instagram-у поделила снимак свог певања, Малер је открио и потписао њен менаџер. Њен дебитантски ЕП, After Hours, објављен је у фебруару 2018, а објаву ЕП-а је уследило објављивање њеног другог ЕП-а, Frankly, у септембру 2018. године. Малер је исте године потписала уговор са Capitol Records UK.
5. априла 2019, Малер је објавила свој деби студијски албум, Chapter 1. Затим је подржала Little Mix на њиховој LM5:The Tour турнеји 2019. године. Након турнеје, објавила је сингл под називом Therapist, који је извела на турнеји. Упоредо са издавањем сингла, Малер је најавила и своју прву националну турнеју, обилазећи пет градова широм Уједињеног Краљевства. У септембру 2020. најавила је да ће њен трећи ЕП бити објављен 6. новембра 2020. ЕП, под називом No One Else, Not Even You, подржан је турнејом широм Уједињеног Краљевства и Европе.
Године 2021, Малер се појавила као гостујући вокал на When You're Out са Биленом Тедом. Затим се придружила шведском колективу уметника Neiked и америчком реперу Поло Џи-ју на синглу Better Days, песми која је дебитовала на 57. месту Billboard Hot 100 листе 30. октобра, а касније је достигла врхунац на 23. позицији. Better Days је ушла у Top 10 US Pop Airplay, а такође се нашао и на UK Singles Chart-у, достигавши највишу позицију 32.
Дана 3. марта 2023. Малер је објавила сарадњу са Сигалом, Кејти Басер и Стефлон Доном, под називом Feels This Good. Дана 9. марта 2023. године, објављено је да ће представљати Уједињено Краљевство на Песми Евровизије 2023. у Ливерпулу. Њена песма, I Wrote a Song, објављена је истог дана, праћена музичким спотом. Њена песма је постала прва британска евровизијска песма која је дебитовала на UK Singles Chart-у топ 40 у више од деценије.

## Уметност
Малер међу својим музичким утицајима наводи Гвен Стефани, Лили Ален и Florence and the Machine. Одрасла је слушајући омиљене извођаче своје мајке, укључујући The Chicks, и Simon & Garfunkel-а из шездесетих. Малер је описала да је слушање деби албума Лили Ален, Alright, Still, кључни тренутак за њу.

## Дискографија

### Студијски албуми
| Наслов    | Детаљи                                                                                              |
| --------- | --------------------------------------------------------------------------------------------------- |
| Chapter 1 | - Објављен: 5. април 2019. - Издавачка кућа: Capitol Records - Формат: ЦД, ЛП, дигитално преузимање |

### ЕП
| Наслов                    | Детаљи                                                                                                 |
| ------------------------- | --- |
| After Hours               | - Објављен: 16. фебруар 2018. - Издавачка кућа: Capitol Records - Формат: дигитално преузимање         |
| Frankly                   | - Објављен: 7. децембар 2018. - Издавачка кућа: Capitol Records - Формат: дигитално преузимање         |
| No One Else, Not Even You | - Објављен: 6. новембар 2020. - Издавачка кућа: Capitol Records - Формат: ЦД, ЛП, дигитално преузимање |

### Синглови
| Close                                                                              | 2018. | —  | —  | —  | —  | —  | —  | —  |                                                                       | сингл без албума               |
| Jenny                                                                              | 2018. | —  | —  | —  | —  | —  | —  | —  |                                                                       | Chapter 1                      |
| The Hoodie Song                                                                    | 2018. | —  | —  | —  | —  | —  | —  | —  |                                                                       | Chapter 1                      |
| Pull Up                                                                            | 2018. | —  | —  | —  | —  | —  | —  | —  |                                                                       | Chapter 1                      |
| Busy Tone                                                                          | 2018. | —  | —  | —  | —  | —  | —  | —  |                                                                       | Chapter 1                      |
| Leave It Out                                                                       | 2019. | —  | —  | —  | —  | —  | —  | —  |                                                                       | Chapter 1                      |
| Anticlimax                                                                         | 2019. | —  | —  | —  | —  | —  | —  | —  |                                                                       | синглови без албума            |
| Dick                                                                               | 2019. | —  | —  | —  | —  | —  | —  | —  |                                                                       | синглови без албума            |
| Therapist                                                                          | 2020. | —  | —  | —  | —  | —  | —  | —  |                                                                       | синглови без албума            |
| I Don't Want Your Money                                                            | 2020. | —  | —  | —  | —  | —  | —  | —  |                                                                       | синглови без албума            |
| So Annoying                                                                        | 2020. | —  | —  | —  | —  | —  | —  | —  |                                                                       | No One Else, Not Even You (ЕП) |
| HFBD                                                                               | 2020. | —  | —  | —  | —  | —  | —  | —  |                                                                       | No One Else, Not Even You (ЕП) |
| Gone                                                                               | 2021. | —  | —  | —  | —  | —  | —  | —  |                                                                       | синглови без албума            |
| Better Days (са Neiked и Полом Џијем)                                              | 2021. | 32 | 16 | 20 | 29 | 13 | 78 | 23 | - BPI: сребрни - ARIA: платинумски - RIAA: платинумски - RMNZ: златни | синглови без албума            |
| American Psycho (са Marshmello и Trippie Redd)                                     | 2022. | —  | —  | —  | —  | —  | —  | —  |                                                                       | синглови без албума            |
| I Just Came to Dance                                                               | 2022. | —  | —  | —  | —  | —  | —  | —  |                                                                       | синглови без албума            |
| Feels This Good (са Сигалом и Кејти Басер feat. Стефлон Дон)                       | 2023. | —  | —  | —  | —  | —  | —  | —  |                                                                       | Every Cloud                    |
| I Wrote a Song                                                                     | 2023. | 30 | —  | —  | —  | —  | —  | —  |                                                                       | сингл без албума               |
| „—” означава сингл који се није нашао на топ-листи или није објављен у територији. |       |    |    |    |    |    |    |    |                                                                       |                                |